# حمام داغ داغ‌آباد
حمام داغ داغ آباد مربوط به دوره قاجار است و در شهرستان کبودرآهنگ، بخش مرکزی، روستای داغ داغ آباد واقع شده و این اثر در تاریخ ۲۵ اسفند ۱۳۸۰ با شمارهٔ ثبت ۵۶۹۶ به‌عنوان یکی از آثار ملی ایران به ثبت رسیده است.